# Складне слово
Складне слово — слово, утворене з двох або більше основ, коренів або слів.
Складні слова творяться складанням двох або більше основ:
- а) за допомогою сполучних голосних «о» або «е»: паротяг, зорепад, світло-жовтий, сонцесяйний;
- б) додаванням афіксоїдів: сталевар, напівтінь;
- в) без сполучних голосних, шляхом подвоєння основ або їх зрощення: хліб-сіль, всюдихід, повсякденний, напівпровідник.

Розрізняють два типи синтаксичних відношень між компонентами складних слів: 
1. сурядні — рівноправні компоненти: жовто-синій, плоско-опуклий;
2. підрядні — легкоатлетичний, східнослов’янський.